# D.A. Thiemeprijs
De D.A. Thiemeprijs is een prijs die is ingesteld voor een persoon of organisatie die een uitzonderlijke prestatie heeft verricht in of rond het Nederlandse boekenvak.
Het D.A. Thiemefonds, waaruit de prijs op gezette tijden wordt toegekend, is in 1879 opgericht door vrienden van D.A. Thieme, een belangrijke uitgever in zijn tijd. De prijs bestaat uit een certificaat en een gouden legpenning met inscriptie.
Het fonds wordt beheerd door het bestuur van de Koninklijke Vereniging van het Boekenvak.

## Laureaten
- 1881 - Carel Vosmaer
- 1884 - Pieter Louwerse
- 1887 - Leendert Burgersdijk
- 1888 - H.D. Tjeenk Willink
- 1889 - Louis Couperus
- 1896 - Willem Kloos
- 1905 - Adriaan Pit
- 1911 - Carel Steven Adama van Scheltema,
- 1920 - Johan Huizinga
- 1924 - N.V. Martinus Nijhoff's Boekhandel en Uitgevers Mij
- 1926 - J.W.F. Werumeus Buning
- 1932 - J.H. Gunning Wzn.
- 1935 - W.L. & J. Brusse's Uitgeversmaatschappij
- 1938 - Adriaan Roland Holst
- 1947 - A.A.M. Stols
- 1947 -  N.V. Em. Querido's Uitgevers Mij.
- 1950 - Klaas van der Geest
- 1953 - G.A. van Oorschot
- 1956 - Casper Höweler
- 1959 -  N.V. Uitgevers Mij. Elsevier
- 1962 - Willem Banning
- 1965 - Paul Brand
- 1970 - Fons Lukassen
- 1990 - Dick Bruna
- 2003 - Caesarius Mommers
- 2005 - Aad Nuis
- 2006 - Wim Karssen